# Marie-Christine Friedrich
Marie-Christine Friedrich (* 30. August 1979 in Wien) ist eine österreichische Schauspielerin.

## Leben

### Ausbildung
Marie-Christine Friedrich, die bereits mit fünf Jahren Ballettunterricht hatte, studierte nach der Matura Theaterwissenschaften und Romanistik an der Universität Wien. Von 1999 bis 2001 studierte sie am Konservatorium der Stadt Wien und von 2001 bis 2003 an der Schauspielschule Krauss, wo sie die Bühnenreifeprüfung ablegte.

### Karriere
Ihre ersten Bühnenerfahrungen konnte sie in Wien machen – im Rabenhof Theater, im Theater der Jugend sowie am Theater in der Josefstadt und im Studio 22 Wien. Später spielte sie auch an den Vereinigten Bühnen Bozen, dem Augenspieltheater Hall in Tirol und KosmosTheater Wien, sowie Performances für das Tanzquartier Wien und das Künstlerhaus Wien.
Sie spielte mehrere Hauptrollen, darunter in dem Märchenfilm Rumpelstilzchen als Müllerstochter Marie, in der Anfang 2010 anlaufenden deutschen Produktion Weitertanzen von Friederike Jehn mit Ingrid Caven, Stipe Erceq und Barnaby Metschurat, in dem französischen Film Tout est pardonné von Mia Hansen-Løve (2009), im österreichischen Heimatfilm Nur die Sterne schauten zu von Käthe Niemeyer, Blatt und Blüte von Michael Kreindl, 11er-Haus von Harald Sicheritz sowie Karo und der liebe Gott von Danielle Proskar.
Am Theater war sie unter anderem in a house full of music, ein musikphilosophisches Ereignis auf den Spuren von John Cage im Dschungl Wien, Die bitteren Tränen der Petra von Kant nach Rainer Werner Fassbinder in der Freien Motorenfabrik und im Kosmostheater Wien zu sehen.
Bei der Viennale im Jahr 2009 war sie als Jurorin für den Wiener Filmpreis eingesetzt.
Sie nahm an der 5. Staffel der ORF-Show Dancing Stars teil, schied jedoch bereits in Runde 2 mit ihrem Partner, dem Tanzlehrer Alexander Zaglmaier, aus.

## Film und Fernsehen
- 2002: Medicopter 117 – Inferno
- 2003: Kommissar Rex (TV-Serie, Folge Attentat auf Rex)
- 2004: Princess Marie
- 2004: Blatt und Blüte
- 2005: SOKO 5113 (TV-Serie, Folge Ein Engel stirbt)
- 2005: SOKO Kitzbühel (TV-Serie, Folge Wahre Feindschaft)
- 2005: 11er Haus
- 2005: Mätressen – Die geheime Macht der Frauen (TV-Mehrteiler)
- 2006: Typisch Sophie (TV-Serie, eine Folge)
- 2006: Karo und der Liebe Gott
- 2007: Imago Mundi
- 2007: Tout est pardonné
- 2007: Katharsis
- 2007: Rumpelstilzchen
- 2008: Weitertanzen
- 2011: fauner consulting[4]
- 2011: Schnell ermittelt[5]
- 2015: Der Bergdoktor (TV-Serie, Staffel 8, Folge 5)
- 2016: Lena Lorenz: Ein Fall von Liebe (TV)
- 2017: Maximilian – Der Brautzug zur Macht
- 2017: Lena Lorenz: Lebenstraum (TV)
- 2017: Lena Lorenz: Gegen alle Zweifel (TV)
- 2017: SOKO Donau (TV-Serie, Folge Familie Schweiger)
- 2019: Wie ich lernte, bei mir selbst Kind zu sein
- 2019: Im Schatten der Angst
- 2021: Blind ermittelt – Endstation Zentralfriedhof (TV)
- 2021: Stadtkomödie – Die Unschuldsvermutung (Fernsehreihe)
- 2022: Apocalypse Please!
- 2023: Landkrimi – Steirerangst (Fernsehreihe)
- 2024: Immerhin: Die Kunst, die Kunst
- 2024: Die Toten vom Bodensee – Nachtschatten (Fernsehreihe)

## Auszeichnungen
- 2004: Romy, Publikumspreis, als beliebtester weiblicher Shootingstar
- 2007: Preis als beste Schauspielerin beim internationalen Filmfestival in Gijón für Tout est pardonné[2]